# Glossodia
Glossodia é um género botânico pertencente à família das orquídeas (Orchidaceae), composto por duas espécies, que existem apenas no leste e sudeste da Austrália, onde crescem em florestas e charnecas. À primeira vista, plantas similares às do gênero Elythranthera, das quais diferenciam-se facilmente por seu labelo cordiforme, pequeno porém bem desenvolvido, com calos apenas na base, separados ou parcialmente fundidos, flores internamente foscas, e coluna com asas que terminam antes da antera. São plantas anuais que apresentam caules curtos, eretos, não ramificados, com uma única folha membranácea basal, e longa inflorescência terminal, ambos pubescentes, com até duas flores ressupinadas, azuis, liláses ou púrpura, raro brancas, com pétalas e sépalas livres e similares. A coluna é curva e delicada, apoda, com antera terminal e quatro polínias.

## Publicação e sinônimos
- Glossodia (Endl.) A.S.George, W. Austral. Naturalist 9: 6 (1963).

Espécie-tipo: Glossodia major R.Br., Prodr.: 326 (1810).
Sinônimos: Glossodia R.Br. sect. Eu-Glossodia Endl., Nov. Stirp. Dec., 2:16 (1839).

## Espécies
1. Glossodia major R.Br., Prodr.: 326 (1810).
2. Glossodia minor R.Br., Prodr.: 326 (1810).